# Unione Democratica Slovena
L'Unione Democratica Slovena (in sloveno Slovenska demokratična zveza, abbreviato in SDZ) era un partito politico sloveno di orientamento liberale attivo fra il 1989 e il 1991, durante la democratizzazione e la secessione della Slovenia dalla Jugoslavia.
Fu fondato nel dicembre del 1989 da un gruppo di intellettuali in opposizione al governo comunista. A gennaio Dimitrij Rupel fu eletto presidente.
Il partito faceva parte della Coalizione DEMOS che vinse le prime elezioni slovene nel 1990. SDZ ottenne il 9,4 % dei voti, diventando il terzo partito della coalizione e il quinto del paese. Nonostante il risultato relativamente modesto, alcuni membri del partito ottennero posti chiave nel governo di Lojze Peterle: Igor Bavčar divenne Segretario agli Affari Interni, Janez Janša alla Difesa Nazionale e Rajko Pirnat alla Giustizia e Amministrazione. Inoltre, France Bučar fu eletto Presidente dell'Assemblea nazionale.
Dopo l'indipendenza della Slovenia, il partito si divise in due parti: l'ala socioliberale, guidata da Dimitrij Rupel, fondò il Partito Democratico, mentre quella conservatrice, guidata da Rajko Pirnat, fondò il Partito Democratico Nazionale. Entrambi i partiti ebbero vita breve: il primo (a eccezione di una minoranza) entrò in Democrazia Liberale di Slovenia nel 1994; il secondo entrò a far parte dei Democratici Cristiani Sloveni nel 1993, passando in seguito al Partito Socialdemocratico Sloveno. 
Nonostante lo scarso consenso popolare, l'Unione Democratica Slovena fu uno dei partiti più influenti in Slovenia nei primi anni novanta. Dopo la sua dissoluzione, molti suoi membri sono diventati influenti personalità di altri partiti.

## Risultati elettorali
| Elezione       | Voti    | %   | Seggi  |
| -------------- | ------- | --- | ------ |
| Politiche 1990 | 102.931 | 9,5 | 8 / 80 |

| Controllo di autorità | VIAF (EN) 159104373 |